# Caloptilia camphorae
Caloptilia camphorae är en fjärilsart som beskrevs av Tosio Kumata 1982. Caloptilia camphorae ingår i släktet Caloptilia och familjen styltmalar. Inga underarter finns listade i Catalogue of Life.